# 建生國際
建生國際集團有限公司，簡稱建生國際集團，以及建生國際（英語：Pioneer Global Group Limited，港交所：0224）是一家香港地产公司。業務除了經營房地產外，還包括投資股票、酒店業等。該公司前身為「建生實業國際（集團）有限公司」。

## 历史
1970年由吴仲灿創立。該股份在1973年於香港交易所主板上市，集團持有物業包括柏廷坊、中環西洋會所大廈、觀塘建生大廈、銅鑼灣怡和街68號百利保廣場60%權益、西環僑發大厦、中國廣州解放大廈、上海嘉華中心等物業，酒店方面，持有聯營公司都喜天阙有限公司佔10.28%股權，鉑爾曼芭堤雅花園海灘度假村等。主席為吳汪靜宜，總裁為吳繼泰。
2016年12月29日建生國際以10億港元出售上環文咸東街柏廷坊全幢商廈，物業樓高24層，每層面積約2,800平方呎，總建築面積70,616平方呎，成交呎價約1.4萬元，新買家為澳門基金OCTA CAPITAL（八方金融有限公司）
2017年5月12日建生國際以1.64億美元（12.73億港元）增持香港洲際酒店20%股權至30%

## 連結
- PioneerGlobalGroup.com （页面存档备份，存于）